# Березовиця (мікрорайон)
«Березовиця» — мікрорайон міста Тернополя, розташований у південній частині міста. Транспортне сполучення з центром здійснюється вулицею Микулинецькою.
З півдня межує із селищем Велика Березовиця Тернопільського району, зі сходу із селом Великі Гаї, із заходу за річкою Серетом — із селом Петриків.

## Вулиці
- І. Гавдиди
- Никифора Гірняка
- Сидора Голубовича
- Козацька
- Микулинецька
- Микулинецька-бічна
- Микулинецький, пров.
- Молодіжна
- Садовий, пров.
- Академіка Студинського
- Фестивальна
- Шкільна
- Шкільний, пров.
- В. Ярмуша

## Храми
- Церква Новомучеників українського народу (УГКЦ)
- Церква святого Димитрія (УГКЦ)

## Навчальні заклади
Виші:
- Тернопільський національний технічний університет імені Івана Пулюя (факультети на «Ватрі»)

Школи:
- Тернопільська загальноосвітня школа № 8

## Установи
- Відділення поштового зв'язку № 5

## Підприємства
- ТОВ «ОСП Корпорація ВАТРА»,
- «Богдан-Авто Тернопіль»
- авторинок «Простір»
- ПП «Рост-Метал»
- АЗС, станції техобслуговування, автосервіси, ремонтні майстерні
- раніше працював цукровий завод